# Elizabeth Blackwell
Elizabeth Blackwell (Bristol, 3 febbraio 1821 – Hastings, 31 maggio 1910) è stata un medico britannico. Fu la prima donna della storia moderna a laurearsi in Medicina e a esercitare questa professione negli Stati Uniti d'America, rivestendo un ruolo pionieristico nell'aprire le porte degli studi medici a tutte le altre donne del mondo.

## Biografia
La vita di Elizabeth Blackwell si può ricostruire soprattutto attraverso l'autobiografia, "Pioneer work in opening the medical profession to women" , pubblicata a Londra nel 1895.

### Anni giovanili
Gli anni della gioventù furono caratterizzati dal precoce distacco dall'amata città natia di Bristol, in seguito al trasferimento negli Stati Uniti voluto dal padre. 

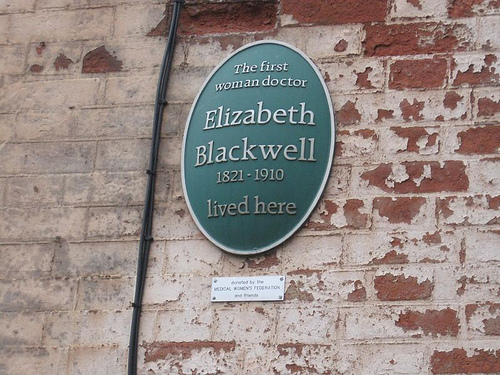
La casa natia di Elizabeth Blackwell in Bristol, n.1 Wilson Street.

 La famiglia trasferita a Cincinnati deve però affrontare, nel 1832, la morte del padre (più volte soprannominato nel libro, "our earthly Providence" cioè la nostra Protezione sulla Terra) che lascia la moglie e nove figli, quando Elizabeth ha 17 anni.  Per aiutare il bilancio familiare Elizabeth è costretta ad allontanarsi dalla famiglia accettando un posto come insegnante nella scuola femminile di Henderson, nel Kentucky. 
Nella casa di Wilson Street tornerà solo quarant'anni dopo, scoprendo con amarezza che del giardino dove amava giocare con le sorelle maggiori non resterà che qualche filo d'erba nascosto sotto un cantiere:
(Capitolo I, Early Years)

### Sacrifici per gli studi
Nel 1845, ripresa la vita familiare nel Kentucky, grazie a una ritrovata sicurezza economica dovuta agli affari dei fratelli e alle occupazioni delle sorelle maggiori, Elizabeth può progettare il proprio futuro, sentendo la necessità di dedicarsi a qualcosa di più avvincente e socialmente significativo della musica. L'idea di intraprendere gli studi medici viene suscitata in lei per la prima volta da un'amica ammalata:
(Capitolo II, Earning money for medical study)
A queste parole, la ragazza che "non sopportava neanche la vista di un libro di medicina", comincia a prendere seriamente in considerazione l'idea di vestire il camice bianco, e consulta diversi medici del paese per conoscere le sue effettive possibilità al riguardo. La risposta arriva pressoché unanime: idea buona, ma impossibile da realizzare.
(Dr. J. Warrington. Capitolo II, Earning money for medical study)
L'obiettivo allora inizia ad assumere l'aspetto di una lotta morale, complice anche il forte desiderio di cancellare il legame tra la medicina al femminile e la figura di Madame Restell, la prima aborzionista operante proprio in quegli anni a New York. Sul tema dell'aborto, infatti, la posizione della Blackwell è molto chiara: totale indignazione ed intransigenza.
filled me with indignation, and awakened active antagonism.
That the honourable term 'female physician'
should be exclusively applied to these women [...] seemed to me horror!»
(Capitolo II, Earning money for medical study)
Il progetto iniziale è di guadagnare i fondi necessari per la lunga e costosa formazione universitaria.
Accetta quindi un lavoro come insegnante di musica nella Carolina del Nord, dove trascorre un periodo piacevole, suonando il piano, insegnando gratuitamente a leggere e scrivere agli schiavi, e dedicandosi nel tempo libero alla lettura di libri di medicina, grazie al contributo dell'ex medico nonché direttore della scuola John Dickinson. 

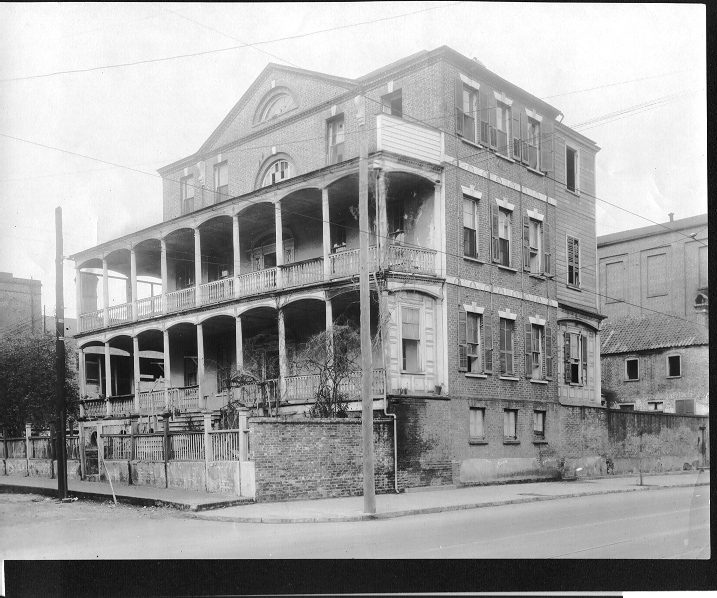
La casa del dott. Dickinson a Charleston, dove Elizabeth si dedica alla propria preparazione per l'ammissione al College.

Si sposta quindi anche in Carolina del Sud, accolta in casa dal dott. Samuel H. Dickinson, professore al Medical College, che prende a cuore la sua causa e le procura un posto da insegnante nel collegio femminile della città di Charleston.
Nell'estate del 1847, quando ritorna a casa, ha risorse economiche sufficienti ad intraprendere gli studi.  Ma le domande ai college di Philadelphia conducono tutte ad esiti negativi. Tra le numerose lettere ricevute, appaiono decisamente emblematiche, circa il maschilismo che avvolgeva le università in quegli anni, le parole del Dr Joseph Warrington, Philadelphia:
(Capitolo II, Earning money for medical study)
Ma ogni rifiuto diventa linfa vitale per la sua determinazione, ed Elizabeth continua ad inviare richieste a tutti i principali college americani.

### Gli studi in America
La svolta decisiva avviene il 20 ottobre del 1847, quando il presidente di facoltà Charles A. Lee, suo vivace sostenitore, le comunica l'ammissione al Geneva Medical Institute di New York, decisa all'unanimità da professori e studenti della classe di medicina. 

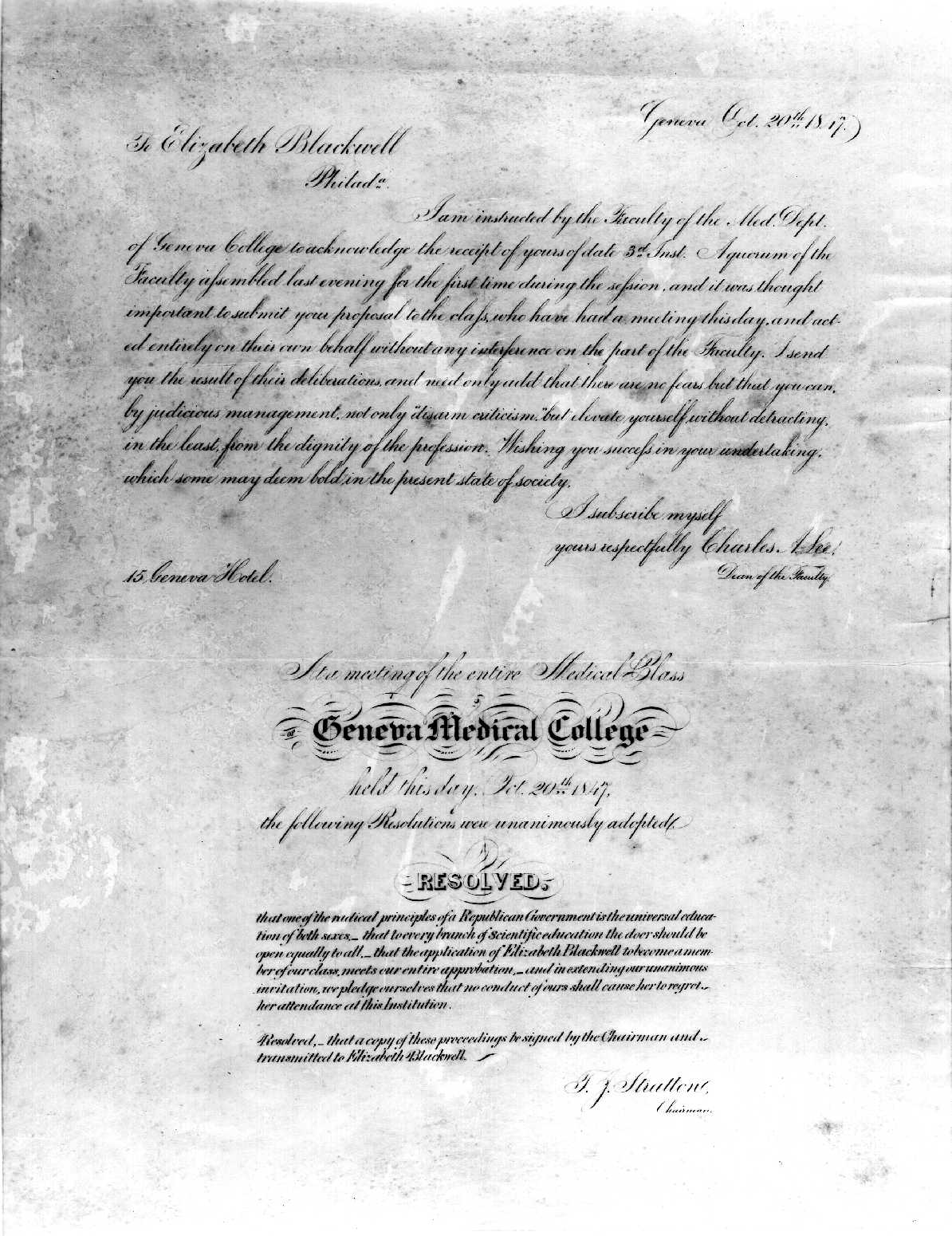
Lettera d'ammissione al Geneva Medical College, NY

 La felice notizia è accompagnata da queste incoraggianti parole di stima:
(Capitolo III, Study in America)
Registrata come studente numero 130, il 6 novembre 1847 può finalmente iniziare la vita nel college, che tuttavia si prospetterà tutt'altro che facile. Come donna inserita un ambiente completamente maschile, trascorre le sue giornate per lo più in solitudine a studiare ed a scrivere lettere ai propri cari. Gli sguardi curiosi la seguono ovunque, molti si introducono nelle aule di lezione solo per fissarla e qualche compagno esprime anche il proprio imbarazzo nell'averla in classe durante le dimostrazioni di anatomia. Ma grazie alla sua intelligenza e alla sua serietà riesce poco alla volta a convincere anche i più scettici.
Trascorre la primavera e l'estate a Philadelphia, svolgendo il tirocinio nella Blockley Almshouse, oggi noto come Philadelphia General Hospital. Qui ha libero ingresso in tutti i reparti femminili ed instaura subito ottimi rapporti con le infermiere. L'ospedale, che accoglie soprattutto poveri ed immigrati irlandesi, le consente di familiarizzare con la febbre tifoide, tanto da sceglierlo come argomento per la tesi di laurea.
Finiti gli esami, Elizabeth può laurearsi, martedì 23 gennaio 1849. Della sua famiglia la raggiunge uno degli amati fratelli, Henry che, raccontando l'evento attraverso una lettera alla madre, descrive la chiesa presbiteriana di Geneva gremita di gente, di giornalisti, delle donne della città, curiose, ma soprattutto orgogliose. Elizabeth viene chiamata per ultima ed il suo diploma è accompagnato da parole di stima e sentite congratulazioni da parte di compagni e professori.
(Capitolo III, Study in America)
Tuttavia solo il primo passo è stato fatto, e per continuare ed approfondire la propria istruzione, accetta l'invito di un cugino di tornare nell'amata Inghilterra. Così nell'aprile del 1849 lascia gli Stati Uniti alla volta di Bristol.

### Gli studi in Europa
Il suo arrivo a Londra è accompagnato da un grande entusiasmo generale, costringendola a dividersi tra visite ad amici di famiglia e piacevoli serate mondane. Cominciata la caccia alle lettere di presentazione, nonostante le numerose manifestazioni di stima ricevute, presto si rende conto che la strada è più in salita del previsto, rendendosi conto che non c'è posto per lei negli ospedali inglesi, se non come ospite. Per queste ragioni, il 24 maggio del 1849 giunge a Parigi, dove inizia seguendo delle letture al College de France e al Jardin des Plantes, il più importante giardino botanico francese.
Si reca in visita da Alphonse de Lamartine, leader del movimento francese repubblicano, in rappresentanza dei numerosi estimatori americani.
Il 30 giugno del 1849 viene ammessa a La Maternité, grande ente statale dove le giovani donne francesi vengono addestrate per diventare ostetriche. Anche se non si tratta di un vero e proprio ospedale, frequentare La Maternitè si presenta come una buona occasione per vivere la pratica della corsia e, contemporaneamente, approfondire le proprie conoscenze. In una lettera inviata alla madre del luglio del 1849, descrive la sua giornata tipo, con sveglia alle 05:30 seguita dal giro mattutino delle pazienti con gli studenti più anziani, lezione nel parco, pranzo, ancora lezioni ed infine cena alle 18:00 con un paio di ore libere, che Elizabeth spende di solito a scrivere. La vita nel dormitorio è divertente e instaura presto un buon rapporto con le altre ragazze, superando l'handicap linguistico.
In questo periodo ha anche modo, attraverso un amico in comune, di venire a conoscenza degli affascinanti studi di Claude Bernard circa una circolazione secondaria.
Il 5 novembre 1849 curando una brutta oftalmia ne rimane sfortunatamente contagiata, trovandosi costretta a letto per tre settimane nel buio totale.
L'addio alla clinica francese è molto sofferto, ma inevitabile. Seguono numerosi viaggi, tra cui il piacevole soggiorno a Grafenberg in Germania, dove però la vita all'aria aperta e le passeggiate in montagne le causano una ricaduta che la riporta ancora a Parigi, per sottoporsi alle cure dello stimato oculista Desmarres.

Il 14 maggio del 1850 Elizabeth Blackwell viene ammessa al St Bartholomew's Hospital di Londra come tirocinante. Qui segue poche lezioni, preferendo dedicarsi alla pratica medica.  

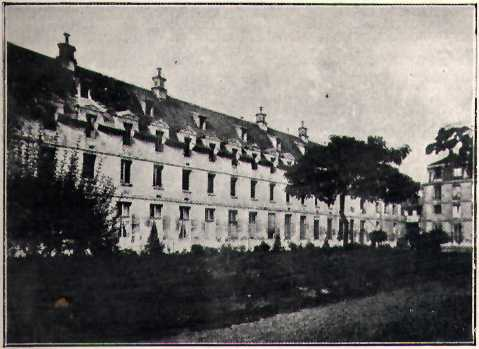
Delaunay, Paul.
La maternite de Paris
Jules Rousset, 1909
National Library of Medicine

Stringe amicizia con Florence Nightingale, un'altra importante innovatrice del ruolo delle donne nella medicina, con cui ama chiacchierare passeggiando per Embley Park. In questo periodo viene a conoscenza della nascita della Convenzione Nazionale per i diritti delle donne a Worcester. In alcune lettere, Elizabeth espone tutta la sua approvazione e la sua disponibilità verso le fondatrici del movimento, puntualizzando che il suo obiettivo non è quello di dare vita ad un'organizzazione di donne in opposizione agli uomini, bensì di riformare la società appianando differenze e divergenze per raggiungere la parità:
(Capitolo IV, Study in Europe)
La sorella minore, Emily Blackwell, decide di seguire le sue orme ed ottiene l'ammissione al Medical College di Cleveland, Ohio.
Tuttavia non resta particolarmente entusiasta dell'esperienza inglese, tanto da decidere di ritornare a New York.

### Il lavoro in America: la nascita del NY Infirmary
Rientrata negli Stati Uniti nel 1851 si stabilisce a New York dove inizia a lavorare nell'ospedale dell'università con non poche difficoltà. I pazienti infatti scarseggiano, e la giovane dottoressa ha il tempo libero necessario per preparare una serie di letture sull'educazione medica femminile, tenute pubblicamente nel 1852 ad un piccolo gruppo di ragazze molto intelligenti. Lo stesso anno decide di pubblicarle con il titolo di "The Laws of Life in reference to the Physical Education of Girls", un'opera che riscuote il gradimento di numerosi illustri medici.

In questi anni, nella nuova casa in centro, Elizabeth inizia a soffrire di solitudine, per cui decide di adottare una bambina orfana, Katherine "Kitty" Barry, che la accompagnerà piacevolmente per il resto della sua vita. 

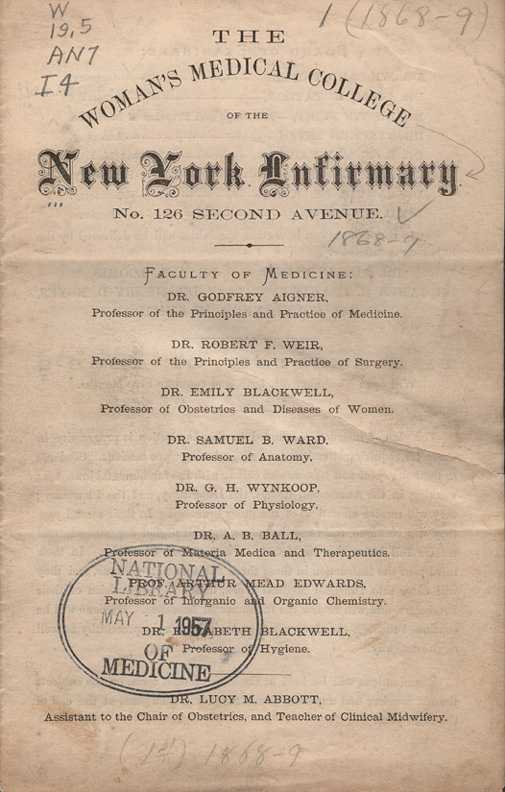
The Woman's Medical College of the New York Infirmary.
[Announcement, 1868-69] New York, 1868
National Library of Medicine

Nel 1854 si laurea la sorella Emily, che decide con il suo benestare di proseguire i propri studi in Europa per un breve periodo, per poi raggiungerla a New York dove diventa socia e co-lavoratrice di grado di Elizabeth, aprendo il primo ospedale, nonché college femminile, condotto interamente da donne: The New York Infirmary for Women and Children, in un palazzo situato a Bleecker Street, n 64.
Elizabeth resta sempre dell'idea che ragazzi e ragazze dovrebbero affrontare assieme questo tipo di studi, tuttavia l'apertura di una scuola femminile era diventata necessaria, dal momento che la grande maggioranza dei college restava riservata ai soli maschi.
Allo staff si aggiunge la dott.ssa Maria Elizabeth Zakrzewska. L'istituzione, che vuole unire il servizio medico per i più poveri all'incoraggiamento della preparazione femminile, è ancora oggi esistente come la New York University Downtown Hospital.
Diversi uomini medici si sono subito uniti a perorare la causa, offrendo la loro totale collaborazione. Per ammortizzare gli ingenti costi, vengono organizzate numerose raccolte fondi, attraverso concerti, conferenze e persino annuali bazar.
Ecco come Elizabeth descrive il suo progetto e le iniziali difficoltà in una lettera del dicembre del 1857 alla cara amica Noel Byron:
(Capitolo V, Pratical work in America)
Elizabeth torna in Inghilterra dove ha occasione di rivedere gli amici più cari e tenere alcune conferenze. In particolare prende contatti con Elizabeth Garrett, che erediterà il suo ruolo di pioniera della medicina femminile inglese. Ed è proprio al suo rientro in Inghilterra nel 1857 che s'iscrive e frequenta il Bedford College.
Il 1º gennaio del 1859 viene iscritta come medico all'albo d'Inghilterra: finalmente i suoi sforzi vengono riconosciuti anche dal suo paese natio.
Al ritorno a New York lo stesso anno, può acquistare un nuovo complesso edilizio per la NY Infirmary for Women and Children, aggiungendo all'ospedale anche gli alloggi per gli studenti, al 126 di Second Avenue.
Negli anni successivi la dott.ssa Zackrzewska si sposta a Boston per dirigere un nuovo ospedale, lasciando tutto nelle mani di Elizabeth, in qualità di professoressa di Igiene, e della sorella Emily, come professoressa di Ostetricia e malattie femminili.
Nel 1868, data del primo anno accademico, il college contava quindici studentesse ed un consiglio di facoltà di nove professori. 

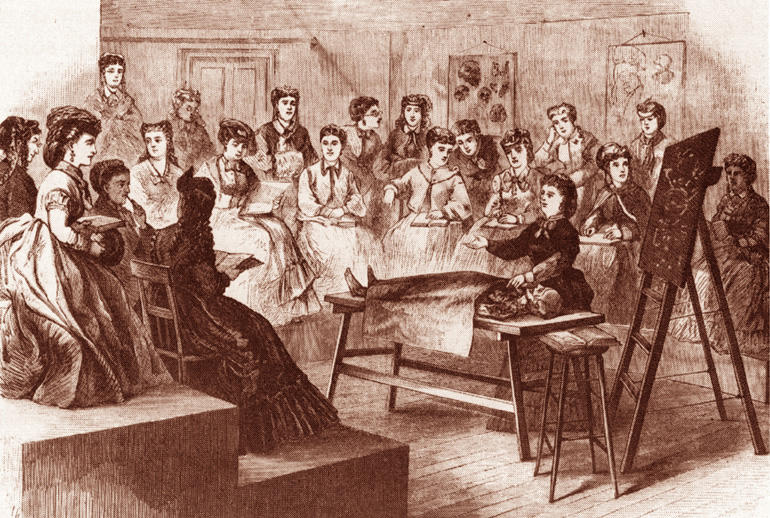
"Sala di Anatomia al Woman's Medical College of New York Infirmary."
Frank Leslie's Illustrated Newspaper, April 16, 1870.
Library of Congress

### Ritorno in Inghilterra
Nel 1869 il lavoro pionieristico in America può considerarsi concluso. Elizabeth decide quindi di tornare in Inghilterra, dove accetta la cattedra di ginecologia alla London School of Medicine for Women. Durante il suo operato londinese si rende presto conto della necessità di fornire un'adeguata educazione sessuale per arginare il diffondersi delle malattie veneree, e a tal proposito compone un saggio. Come è facile intuire, la pubblicazione di un'opera di tali contenuti, per giunta scritta da mani femminili, non era vista di buon occhio nell'Inghilterra ottocentesca. Tuttavia, malgrado le difficoltà iniziali, l'opera viene pubblicata con il titolo di "The Moral Education of the Young, considered under Medical and Social Aspects"              ( "L'educazione morale dei giovani, considerata sotto gli aspetti medici e sociali").  Nel libro la Blackwell puntualizza la necessità di un'educazione completa per ogni singolo membro della famiglia, un'educazione di cui i medici dovrebbero farsi carico:
(Capitolo VII, Return to England)

Il libro si conclude con parole di speranza verso un futuro in cui donne e uomini possano alla pari occuparsi della Vita, per renderla migliore, per liberarla progressivamente da ogni male. 

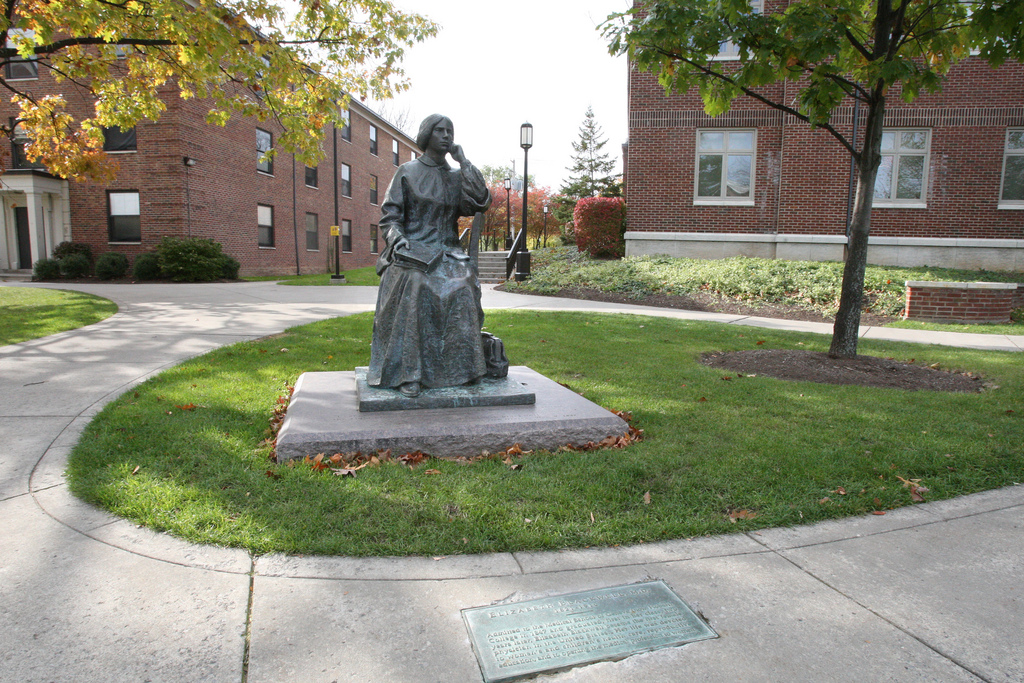
Elizabeth Blackwell's Monument in Geneva, NY

Il sogno di Elizabeth Blackwell, anche attraverso le sue battaglie, può oggi considerarsi in gran parte realizzato, e le sue parole, quasi utopistiche allora, non sembrano descrivere una realtà lontana dalla nostra:
(Capitolo VII, Return to England)
Elizabeth muore in Scozia il 31 maggio del 1910 in seguito ad un infarto, ed è proprio qui che viene sepolta nel cimitero di Saint Mun.

## Opere
- Pioneer Work in Opening the Medical Profession to Women. London: Longman, 1895; reprinted New York: Schocken Books, 1977. (autobiografia)
- The Causes and Treatment of Typhus, or Shipfever (tesi di laurea)
- The Laws of Life with Special Reference to the Physical Education of Girls (brochure, serie di letture)
- The Religion of Health (serie di letture)
- Counsel for Parents (ripubblicato come Moral Education for the Young)